# Демешково (Кировоградская область)
Демешково (укр. Демешкове) — село в Первозвановской сельской общине Кропивницкого района Кировоградской области Украины.
Население по переписи 2001 года составляло 114 человек. Почтовый индекс — 27650. Телефонный код — 522. Код КОАТУУ — 3522586902.

## Известные люди
Мальчевский, Анатолий Иванович